# 町田くんの世界
『町田くんの世界』（まちだくんのせかい）は、安藤ゆきによる日本の漫画作品。『別冊マーガレット』（集英社）2015年4月号から2018年5月号まで連載された。
安藤にとって初のオリジナル連載作品。勉強も運動も苦手で、機械に弱く、かつ不器用だが、周りの人間から愛される男子高校生の日常を描き、従来の少女漫画とは異なる主人公像を示したことで高い評価を得た。第19回文化庁メディア芸術祭マンガ部門の新人賞に選出されており、第20回手塚治虫文化賞では本作における表現を評価されて作者が新生賞を受賞している。
2018年5月25日に発売された単行本最終7巻の帯で映画化が発表され、2019年6月7日に公開された。

## あらすじ
本作の主人公・町田一は、勉強も運動も苦手だが、人間が好きで、また周りの人間からも愛されている高校生である。
ある日、一は授業中に怪我をして、手当てを受けるために保健室に向かう。そこで、授業をサボっていたクラスメイト・猪原奈々と出会う。不在の先生に代わって奈々が一を手当てするが、手当てが終わった後、奈々は「人が嫌い」と言い放ってその場を去ってしまう。その様子に引っ掛かりを覚えた一は、以降奈々のことを気にかけるようになる。奈々の方も、自分のことを気にかける一に次第に好意を寄せるようになる。
その後、一は幼少の頃に好きだった幼稚園時代の先生・英子と再会する（8話）。その日、先生は結婚写真の撮影の予約を入れていたが、婚活は上手くいかず、一緒に写真を撮影する相手がいない状況だった。それを知った一は、先生を気遣って新郎役に名乗り出て、先生と一緒に写真を撮影する。
クリスマスが近づいたある日、奈々はクリスマス・イヴにイルミネーションを見ようと一を誘い、一もそれに応じる。さらに登下校も一緒にするようになるが、一は奈々にかつて自分が幼稚園時代の先生と一緒に撮った結婚写真を見せ、その写真にショックを受けた奈々は高校を休んでしまう。一はそのことを父親に相談し、父親から、奈々が自分に恋心を抱いていることを指摘される。クリスマス・イヴ当日、奈々と再会した一は、写真を見せられたときの心境を奈々から伝えられ、それに理解を示す。そして約束通り彼女とイルミネーションを見る。一連の出来事の後、一は恋愛について思考を巡らせるようになる。

## 登場人物
町田 一（まちだ はじめ）
本作の主人公。黒髪で眼鏡を掛けた、落ち着いた雰囲気の男子高校生。
町田家の長男で第1巻時点では4人の弟妹（ニコ・ミツオ・しおり・けーご）がいる。5話（第2巻収録）で新たな弟・六郎が誕生し、5人の弟妹の面倒を見る。
勉強も運動も苦手で要領もよくないが、人間が好きで、ごく自然に他者を思いやる言動をとる。他者の恋心にもいち早く気付くが、自分に寄せられる好意に対しては鈍感なところがある。
父親は生物学者で普段は海外にいる。
猪原 奈々（いのはら なな）
本作のヒロイン。一のクラスメイト。負傷した一を手当てしたことがきっかけで、一と関わりを持つようになり、次第に一に好意を抱くようになる。
両親は仮面夫婦で、また中学時代にクラスメイトから無視されたという過去を持つ。それ故に登場当初は人間が嫌いであると発言しており、高校の授業もよくサボっていたが、学業成績は優秀である。
栄（さかえ）
一のクラスメイト。教室での座席は一の隣。
小テストで間違えた箇所を一に教えてもらおうとしたことがきっかけで、一と関わりを持つようになる。噂話が好きで、同じ高校の生徒の情報をしばしば一に教えている。
氷室（ひむろ）
一のクラスメイト。モデルをしている。
ひなた
ニコの幼なじみ。
桐谷 育（きりたに いく）
ミツオのクラスメイト。小学校4年生。姉がいる。
カズミ
一の母親の妹。既婚。

## 作風
本作の主人公・一は、「人たらしな人」を描きたいという想いから生まれた。一については、従来の少女漫画のヒーロー像と比較して「あまりにも地味」という評もあるが、作者によると、「行動や気持ちだけで人の心を動かすようなキャラクター」にするため、イケメンであったり、運動が得意であったりといった要素は敢えて盛り込まなかったという。
本作は、一を主人公に据えつつ、一の周りの人間にスポットを当てるという形で描かれている。作者によると、一の「人たらし」な部分を読者にも楽しんでもらうために、このような形式となったという。ただし、当初は回ごとに主人公を変更し、その主人公たちに一を関わらせるという形式が考えられており、最終的には担当編集者の意見を踏まえて現在の形に落ち着いた。

## 評価
第19回文化庁メディア芸術祭でマンガ部門の審査委員を務めた門倉紫麻は、本作について、「勉強も運動も苦手、けれど人が好き、という新たなヒーロー」を登場させた点が審査委員の注目を集めたと述べている。第20回手塚治虫文化賞でも、本作の主人公・一のキャラクター造形が評価されており、型破りなキャラクターが多い少女漫画の男性たちの中でも「全く逆の意味で型破り」と評されている。
『このマンガがすごい!2016』に掲載されたレビューでは、一と他キャラクターとの交流を丁寧に描くことで「読みすすめるごとに優しい世界が立ちあがってくる」と評されている。
漫画家の鳩胸つるんは、『別冊マーガレット』作品の中で本作が「ダントツで好き」で「ずっと続いてほしかった」と語っている。

### 賞歴・ノミネート歴
| 発表年 | 賞                                    | 部門     | 対象           | 結果 |
| ------ | ------------------------------------- | -------- | -------------- | ---- |
| 2015   | 第19回文化庁メディア芸術祭マンガ部門  | 新人賞   | 町田くんの世界 | 受賞 |
| 2015   | このマンガがすごい!2016               | オンナ編 | 町田くんの世界 | 3位  |
| 2015   | THE BEST MANGA 2016 このマンガを読め! |          | 町田くんの世界 | 7位  |
| 2015   | 2015 コレ読んで漫画RANKING BEST50     |          | 町田くんの世界 | 9位  |
| 2016   | マンガ大賞2016                        |          | 町田くんの世界 | 8位  |
| 2016   | 第20回手塚治虫文化賞                  | 新生賞   | 安藤ゆき       | 受賞 |

## 書誌情報
全て集英社から刊行されている。

### 単行本
- 安藤ゆき 『町田くんの世界』  〈マーガレットコミックス〉、全7巻
  1. 2015年7月29日発行（7月24日発売[集 1]）、『別冊マーガレット』2015年4月号[1] - 7月号、ISBN 978-4-08-845421-4
  2. 2015年11月30日発行（11月25日発売[集 2]）、『別冊マーガレット』2015年8月号 - 11月号、ISBN 978-4-08-845485-6
  3. 2016年3月30日発行（3月25日発売[集 3]）、『別冊マーガレット』2015年12月号、2016年2月号 - 3月号、ISBN 978-4-08-845541-9
    - 愛、ある生活[22]（『別冊マーガレット』2015年2月号）

  4. 2016年11月30日発行（11月25日発売[集 4]）、『別冊マーガレット』2016年4月号 - 5月号、7月号 - 8月号、ISBN 978-4-08-845670-6
  5. 2017年4月30日発行（4月25日発売[集 5]）、『別冊マーガレット』2016年10月号、12月号、2017年1月号、4月号、ISBN 978-4-08-845747-5
  6. 2017年10月30日発行（10月25日発売[集 6]）、『別冊マーガレット』2017年5月号、7月号 - 8月号、10月号、ISBN 978-4-08-845837-3
  7. 2018年5月30日発行（5月25日発売[集 7]）、『別冊マーガレット』2017年11月号、2018年2月号 - 3月号、5月号[2]、ISBN 978-4-08-844037-8

### 単行本未収録作品
- 町田くんの世界（『別冊マーガレット』2017年8月号別冊ふろく『BETSUMA SPIN-OFF』）

### 小説
- 原作：安藤ゆき、著者：後白河安寿 『映画ノベライズ 町田くんの世界』〈集英社オレンジ文庫〉、全1巻
  1. 2019年4月19日発売[集 8]、ISBN 978-4-08-680250-5

## 映画
2019年6月7日公開。監督は石井裕也、主演は約1000人によるオーディションで選ばれた当時無名の細田佳央太と関水渚。

### キャスト
- 町田一：細田佳央太
- 猪原奈々：関水渚
- 氷室雄 : 岩田剛典[26]
- 高嶋さくら：高畑充希[26]
- 栄りら：前田敦子
- ココミ：日比美思
- 西野亮太：太賀
- 吉高洋平：池松壮亮
- 吉高葵：戸田恵梨香[26]
- 日野：佐藤浩市
- 町田あゆた：北村有起哉
- 町田百香：松嶋菜々子

### スタッフ
- 原作：安藤ゆき『町田くんの世界』（集英社マーガレットコミックス刊）
- 監督：石井裕也
- 脚本：片岡翔、石井裕也
- 音楽：河野丈洋
- 主題歌：平井堅「いてもたっても」（アリオラジャパン）
- 企画・プロデュース：北島直明
- 製作：今村司、瀬井哲也、池田宏之、谷和男、髙橋誠、田中祐介、松橋真三
- エグゼクティブプロデューサー：伊藤響
- プロデューサー：里吉優也
- ラインプロデューサー：原田文宏
- 撮影：柳田裕男（J.S.C.）
- 照明：宮尾康史
- 美術：井上心平
- 録音：小松将人
- 装飾：櫻井啓介
- 編集：普嶋信一
- 音響効果：柴崎憲治
- VFXプロデューサー：赤羽智史
- 衣装：宮本まさ江
- ヘアメイク：豊川京子
- スタントコーディネイター：小池達朗
- 助監督：石井純
- 制作担当：和氣俊之
- 配給：ワーナー・ブラザース映画
- 制作プロダクション：CREDEUS
- 製作幹事：日本テレビ放送網
- 製作：映画「町田くんの世界」製作委員会（日本テレビ放送網、バップ、ワーナー・ブラザース映画、読売テレビ放送、KDDI、GYAO、CREDEUS、札幌テレビ放送、宮城テレビ放送、静岡第一テレビ、中京テレビ放送、広島テレビ放送、福岡放送）

## ミュージカル
2024年3月29日から4月21日に、シアタークリエと梅田芸術劇場 シアター・ドラマシティで上演。主演は、川﨑皇輝（少年忍者）。

### キャスト（ミュージカル）
- 町田一 - 川﨑皇輝（少年忍者）[27]
- 猪原奈々 - 長澤樹[27]
- 氷室雄 - 神里優希[27]
- 栄 - 斎藤瑠希[28]
- さくら - 礒部花凜 [28]
- 英子 - 大月さゆ[28]
- ひかり - 浜崎香帆[28]
- 吉高 - 岩橋大[28]
- 西野 - 鶴岡政希[28]
- 母 - 湖月わたる[28]
- 健一 - 吉野圭吾[28]
- スウィングキャスト
  - 伊藤里紗[28]
  - 成海亮[28]

演奏
- キーボード・コンダクター - 和田俊輔[28]
- ヴァイオリン
  - 三國茉莉[28]
  - 金子由衣[28]
- ピアノ・キーボード - ヤマザキタケル[28]
- ドラムス・パーカッション - 矢尾拓也[28]

### スタッフ（ミュージカル）
- 原作：安藤ゆき「町田くんの世界」（集英社マーガレットコミックス刊）[28]
- 演出：ウォーリー木下[28]
- 脚本：ピンク地底人3号[28]
- 音楽：和田俊輔[28]